# Damien Le Tallec
Damien Le Tallec (sinh ngày 19 tháng 4 năm 1990) là một cầu thủ bóng đá chuyên nghiệp người Pháp hiện đang thi đấu ở vị trí trung vệ.
Le Tallec đã thi đấu cùng các đội tuyển U-17, U-18 và U-19 Pháp trong suốt sự nghiệp của mình. Mặc dù ban đầu được sử dụng như một tiền đạo và đôi khi thi đấu ở vị trí tiền đạo cánh, trong những năm sau, anh chủ yếu chơi ở vị trí tiền vệ phòng ngự và trung vệ.

## Sự nghiệp câu lạc bộ

### Sự nghiệp ban đầu
Le Tallec sinh ra tại Poissy. Anh bắt đầu sự nghiệp của mình tại câu lạc bộ Le Havre khi chỉ mới năm tuổi. Anh đã dành một thập kỷ tại câu lạc bộ này và bắt đầu thu hút sự quan tâm từ nhiều câu lạc bộ ở Ligue 1. Cuối cùng, anh gia nhập Stade Rennais.

### Rennes
Le Tallec nhanh chóng khẳng định vị trí của mình tại câu lạc bộ và cùng những tài năng trẻ khác như Yann M'Vila, Yohann Lasimant, Abdoul Camara và Yacine Brahimi trở thành những cầu thủ triển vọng nhất của câu lạc bộ. Bốn cầu thủ này đã đóng vai trò quan trọng trong những thành công của câu lạc bộ ở cấp độ trẻ, giúp các đội trẻ của họ giành chiến thắng trong giải đấu U16 Tournoi Carisport năm 2006, đồng thời giành chức vô địch U18 cho mùa giải 2006-2007 và còn chiến thắng trong Coupe Gambardella năm 2008, ghi tổng cộng tám bàn thắng ấn tượng trong bảy trận đấu. Trong trận chung kết Coupe Gambardella gặp Bordeaux, anh đã ghi bàn cuối cùng trong chiến thắng ấn tượng 3-0 của đội. Sau mùa giải 2006-2007, vào ngày 11 tháng 8, Le Tallec cùng với đồng đội M'Vila và Camara ký hợp đồng chuyên nghiệp đầu tiên của mình, đồng ý với một hợp đồng ba năm. Anh đã dành cả mùa giải trong đội dự bị trước khi chính thức được thăng chức lên đội một và được giao áo số 22 cho mùa giải 2008-2009.
Mặc dù đã có mặt trong đội một, Le Tallec bắt đầu mùa giải với đội Championnat de France của câu lạc bộ. Anh đã tham gia vào 22 trận đấu, ghi được bốn bàn thắng, giúp đội xếp hạng đầu trong số các câu lạc bộ chuyên nghiệp trong nhóm của họ, qua đó giành quyền tham dự vòng play-off. Tuy nhiên, họ đã thất bại trước Lyon ở bán kết.

### Borussia Dortmund
Sau mùa giải, có tin tức cho biết Le Tallec đã trở nên không ổn định tại Rennes, chủ yếu là do cơ hội thi đấu trong đội một của câu lạc bộ bị hạn chế. Anh rất háo hức bắt đầu sự nghiệp chuyên nghiệp của mình và ban đầu có tin đồn liên quan đến việc anh gia nhập câu lạc bộ La Liga Valencia và được cho là đang trong quá trình gia nhập câu lạc bộ này. Tuy nhiên, do có sự thay đổi trong ban lãnh đạo của câu lạc bộ, thương vụ này đã bị hoãn lại và sau đó đã bị hủy bỏ. Sau đó, anh đã bị liên kết với việc chuyển đến các câu lạc bộ Đức như Hertha BSC và VfB Stuttgart. Hai tháng sau đó, vào ngày 8 tháng 8 năm 2009, một câu lạc bộ Đức khác, Borussia Dortmund, thông báo họ đã ký hợp đồng ba năm với cầu thủ này và rằng anh sẽ được từ từ giới thiệu vào đội một.

### Nantes
Vào ngày 31 tháng 1 năm 2012, Le Tallec trở lại Pháp, ký hợp đồng với Nantes ở Ligue 2 .

### Hoverla
Trong hai mùa giải tiếp theo, Le Tallec thi đấu cho FC Hoverla Uzhhorod tại giải Ukrainian Premier League. Câu lạc bộ này vừa mới giành chức vô địch giải hạng hai mùa trước và đang tìm kiếm sự gia cố, trong đó có cả Le Tallec. Mặc dù trong hai mùa giải mà Le Tallec thi đấu cho Hoverla, câu lạc bộ này thi đấu khá tầm thường ở vị trí giữa và cuối bảng xếp hạng, nhưng Le Tallec đã thi đấu đều đặn và các màn trình diễn của anh đã thu hút sự chú ý của nhiều câu lạc bộ khác.

### Mordovia
Vào mùa hè năm 2014, Le Tallec chuyển đến Nga và ký hợp đồng với đội bóng Ngoại hạng Anh FC Mordovia Saransk. Mordovia vừa vô địch giải hạng hai và được thăng hạng lên Premier League. Tương tự như ở Hoverla, ở Mordovia, Le Tallec cũng biểu diễn thường xuyên. Vào kỳ nghỉ đông của mùa giải 2015–16, huấn luyện viên Miodrag Božović, một chuyên gia về bóng đá Nga mà ông vừa trải qua 8 năm huấn luyện ở Giải Ngoại hạng Nga, đã dẫn dắt đội bóng Serbia Sao Đỏ Beograd, đội đang thành lập một đội mạnh. để giành lấy danh hiệu từ đối thủ chính của họ là FK Partizan, người đã trở thành người chiến thắng kinh niên trong thập kỷ qua, và trong quá trình xây dựng đội bóng đó, Božović đã ưu tiên ký hợp đồng với cả hai cầu thủ Mordovia, Le Tallec và Mitchell Donald, và cả hai đều chuyển đến Beograd.

### Crvena Zvezda Beograd
Vào ngày 29 tháng 1 năm 2016, Le Tallec ký hợp đồng 2,5 năm với Crvena Zvezda Beograd, Trong trận ra mắt giải đấu với Red Star chưa đầy một tháng sau, anh ghi bàn thắng vào lưới FK Mladost Lučani. Kết thúc mùa giải đầu tiên tại Red Star, họ đã giành chức vô địch Serbia và giành quyền tham dự vòng loại Champions League.
Đã chơi phần lớn mùa giải trước ở vị trí tiền vệ trung tâm, cùng với Mitchell Donald kể từ đầu mùa giải 2016–17, Le Tallec thường được huấn luyện viên Red Star Miodrag Božović cho làm trung vệ. Khi khoác áo Beograd, Le Tallec đã có 104 lần ra sân, ghi 7 bàn trên mọi đấu trường và giành 2 danh hiệu SuperLiga của Serbia, từ năm 2016 đến 2018. Vào tháng 5 năm 2018, Le Tallec tuyên bố chắc chắn sẽ rời câu lạc bộ vào mùa hè cùng năm, sau khi kết thúc hợp đồng.

### Montpellier
Vào ngày 20 tháng 6 năm 2018, Le Tallec trở về quê hương và ký hợp đồng với câu lạc bộ Ligue 1 Montpellier.

### AEK Athens
Vào ngày 9 tháng 7 năm 2021, Le Tallec được công bố là bản hợp đồng mới của câu lạc bộ Giải bóng đá vô địch quốc gia Hy Lạp AEK Athens, sau khi ký hợp đồng hai năm, với tùy chọn gia hạn thêm một năm sau khi hợp đồng kết thúc.
Vào ngày 12 tháng 9, anh ghi bàn mở tỷ số bằng cú đánh đầu ở phút thứ 7 trước Ionikos, trong trận đấu kết thúc với chiến thắng 3–0 cho đội chủ nhà.

### Torpedo Moscow
Vào ngày 30 tháng 8 năm 2022, Le Tallec trở lại Nga và ký hợp đồng với Torpedo Moscow. Hợp đồng của anh ấy với Torpedo đã bị chấm dứt theo sự đồng ý của cả hai vào ngày 13 tháng 1 năm 2023.

### Sochaux
Vào ngày 31 tháng 1 năm 2023, Le Tallec ký hợp đồng với Sochaux-Montbéliard có thời hạn đến ngày 30 tháng 6 năm 2024.

### Hà Nội
Vào ngày 8 tháng 9 năm 2023, Le Tallec gia nhập câu lạc bộ Hà Nội tại V.League 1.
Anh có bàn phản lưới nhà ngay trận đầu tiên ra quân gặp Pohang Steelers ở AFC Champions League.

## Sự nghiệp đội tuyển quốc gia
Le Tallec đã thi đấu cho tất cả Đội tuyển trẻ quốc gia Pháp, bắt đầu với đội dưới 15 tuổi, được chọn lần đầu tiên vào tháng 3 năm 2006 . Anh là thành viên của đội tuyển U17 đã lọt vào bán kết tại Giải vô địch bóng đá U17 châu Âu UEFA 2007, trước khi thua tới Anh. Anh đã ghi hai bàn trong giải đấu, cả hai đều trong cùng một trận đấu với Đức. . Sau đó anh chơi cùng đội U-17 tại FIFA U-17 World Cup được tổ chức tại Hàn Quốc . Le Tallec xuất hiện trong cả năm trận đấu, ghi bốn bàn, một vào lưới Haiti, cú đúp vào lưới Tunisia ở vòng 16 đội, và một trận gặp Tây Ban Nha đội đã đánh bại Pháp trong các quả phạt đền ở tứ kết. Tổng cộng với đội U17, Le Tallec đã ghi 14 bàn sau 18 lần ra sân.
Với Đội tuyển U-19, Le Tallec ra sân 15 trận, ghi 6 bàn. Anh ấy đã ghi ba trong số những bàn thắng đó trong quá trình vượt qua vòng loại cho Giải vô địch U-19 UEFA trước Cộng hòa Ireland, Liechtenstein, và Romania.  Chiến thắng trước Romania đảm bảo suất tham dự Giải vô địch châu Âu năm 2009. Tại Giải đấu được tổ chức tại Ukraina, Le Tallec xuất hiện trong cả 4 trận đấu, giúp Pháp lọt vào bán kết trước khi chịu thất bại trước Anh..
Năm 2019, Le Tallec bắt đầu quá trình nộp đơn xin quốc tịch Nga và cho biết anh sẽ rất vinh dự nếu được gọi cho đến Đội tuyển quốc gia Nga sau khi quá trình này hoàn tất. Vào tháng 4 năm 2020, anh ấy đã được cấp thẻ thường trú tại Nga trước khi nhận quốc tịch Nga vào tháng 10. Có thông tin cho rằng anh ấy không đủ điều kiện để chơi cho Nga vì anh ấy đã chơi trong các trận đấu quốc tế chính thức cho các đội trẻ của Pháp.

## Danh hiệu
Rennes
- Coupe Gambardella: 2008[cần dẫn nguồn]

Borussia Dortmund
- Bundesliga: 2010–11[26]

Red Star Belgrade
- Serbian SuperLiga: 2015–16, 2017–18[26]